# Diplofoni
'Diplofoni (av nylatin diplophoni'a, av grekiska diplo'os ”dubbel” och efterleden -phōni'a, av phōnē ”ljud”) innebär att rösten har två grundtoner, och därmed låter sprucken.